# 유재하 음악경연대회
유재하 음악경연대회는 유재하와 그의 음악을 기억하고, 실력있는 신인 대중 음악가를 발굴하기 위해 매년 열리고 있는 대한민국의 대중음악 음악 경연 대회이다.
이 대회는 유족들이 앨범의 수익금으로 1988년 설립한 유재하 음악 장학회(설립자 故 유일청, 이사장 유건하)의 장학금으로 입상자에게 장학금을 주는 형식으로 1989년 1회부터 2004년 16회까지 열렸으며, 2005년에는 재정적인 문제로 중단되었으나 2006년에 싸이월드의 후원으로 17회가 재개되었다. 2003년에 한양대학교 31대 총학생회(총학생회장 신진수)에 의하여 15회부터 한양대학교에서 영구 유치 된 이후, 현재까지 한양대학교 백남음악관에서 행사가 매년 열리고 있다.
특히, 2013년 24회 대회는 협찬사의 부재로 개최 여부가 불투명해지자, 유재하 음악경연대회 출신인 '유재하 동문회'가 발 벗고 나서 행사 진행부터 홍보까지 도맡아 진행하였으며, 역대 최다인 482팀(1,500명)이 참가해 의미를 더했다.
지난 2014년 11월 1일 고(故) 유재하의 기일을 맞아 스물다섯 번째 <유재하 음악경연대회>가 열렸다. 그동안 걸출한 싱어송라이터들을 배출한 이 유서 깊은 대회는 올해 더욱 의미가 특별했다
지난해(2013년) 스폰서를 확보하지 못해 무산될 위기에 처했다가 ‘동문’ 뮤지션들이 팔을 걷어붙이고 나서 무사히 대회를 치렀던 감동을 간직하고 있기 때문이다. 이를 바탕으로 올해에도 ‘역대 최대 참가자 지원’이라는 역사를 이어가게 됐다. 고 유재하의 정신을 이어 더 좋은 음악을 만들고 발전시키려는 선배 뮤지션들의 열정과 문화계의 응원이 있었기에 이번 대회도 재능 넘치는 신인 싱어송라이터들을 다수 만나볼 수 있었다.
이 경연 대회는 대한민국 대중 음악계를 이끌어가는 싱어송라이터들의 등용문이 된 것으로 유명하다. 대표적인 이 가요제 출신 음악가로는 조규찬, 고찬용, 유희열, 김연우, 강현민, 방시혁, 이한철, 스윗소로우 등이 있다.

## 역대 수상자

### 제1회~제5회
| 수상명 | 곡명                     | 수상자 |
| ------ | ------------------------ | ------ |
| 금상   | 무지개                   | 조규찬 |
| 은상   | 나의 하늘                | 정혜선 |
| 동상   | 낙엽이 있는 골목(연주곡) | 유원준 |
| 장려상 | 그대를 위한 비밀         | 손진숙 |
| 장려상 | 오늘이 지나가면          | 김승민 |
| 장려상 | 밤하늘의 별처럼          | 김진형 |
| 장려상 | 멀리 있는 그대에게       | 배명식 |
| 장려상 | 비                       | 심경훈 |
| 장려상 | 비 이야기                | 안승욱 |
| 장려상 | 허무                     | 이승준 |

| 수상명 | 곡명                       | 수상자 |
| ------ | -------------------------- | ------ |
| 대상   | 거리풍경                   | 고찬용 |
| 금상   | 새로운 세상이              | 박인영 |
| 은상   | 가을의 기도                | 이필수 |
| 은상   | 그대는 바람처럼            | 박은혜 |
| 동상   | 하늘을 보면                | 이유화 |
| 동상   | 고백                       | 김수용 |
| 동상   | 소녀 이야기                | 박영렬 |
| 장려상 | 아이들의 마음, 천사의 마음 | 유태임 |
| 장려상 | 너의 모습                  | 안태영 |
| 장려상 | 행복한 오후                | 김지나 |

| 수상명 | 곡명                | 수상자 |
| ------ | ------------------- | ------ |
| 대상   | 가을이 있는 그림    | 안성수 |
| 금상   | 하룻만의 여행       | 강석범 |
| 은상   | 작은 꿈             | 강현민 |
| 은상   | 오직 그대 뿐        | 김윤식 |
| 동상   | 아름다운 세상       | 한윤호 |
| 동상   | 바람 부는날(연주곡) | 곽호일 |
| 동상   | 친구들(연주곡)      | 김동현 |
| 동상   | 어느날의 느낌       | 정장철 |

| 수상명 | 곡명               | 수상자 |
| ------ | ------------------ | ------ |
| 대상   | 달빛의 노래        | 유희열 |
| 금상   | 새벽 나의 창문가엔 | 정승현 |
| 은상   | 키작은 나무        | 심현보 |
| 은상   | 오가을여행         | 이베안 |
| 동상   | 눈이 올땐 그대여   | 차경찬 |
| 동상   | 서로를 알기 전부터 | 박성민 |
| 동상   | 가을 이야기        | 박영민 |
| 동상   | 비가 멈춘 후에     | 이상재 |

| 수상명 | 곡명                | 수상자         |
| ------ | ------------------- | -------------- |
| 대상   | 계절 그 쓸쓸함      | 허성안, 지영수 |
| 금상   | 사진 태우기         | 김석준         |
| 은상   | 우산과 아이         | 이승환, 이건호 |
| 은상   | 그루터기            | 정수월         |
| 동상   | 당신 눈 빛의 의미   | 이규호         |
| 동상   | 꿈꾸는 새           | 임두혁         |
| 동상   | 겨울이 오면(연주곡) | 이한철, 윤영배 |
| 동상   | 거울의 노래         | 조윤석         |

### 제6회~제10회
| 수상명 | 곡명                          | 수상자              |
| ------ | ----------------------------- | ------------------- |
| 대상   | 운동장                        | 곽상엽              |
| 금상   | 내맘엔                        | 이주영              |
| 은상   | 대전으로 가는 고속버스 안에서 | 황종률 (블루앤블루) |
| 은상   | 비 오는 날                    | 길은경              |
| 동상   | 연가                          | 방시혁              |
| 동상   | 바보같은 내 모습              | 이유희              |
| 동상   | 무소의 뿔                     | 김재선              |
| 동상   | 가을에는                      | 오소영              |

| 수상명 | 곡명             | 수상자 |
| ------ | ---------------- | ------ |
| 대상   | 나의 고백        | 나원주 |
| 금상   | 다가오는 이별    | 김학철 |
| 은상   | 독백             | 이재진 |
| 은상   | 광화문에서       | 강민국 |
| 동상   | 어둠 속에서      | 황준익 |
| 동상   | 첫눈 오던 기억   | 이종일 |
| 동상   | 가을, 꿈, 그리고 | 김혁   |
| 동상   | 기억을 보내며    | 김혁기 |

| 수상명 | 곡명               | 수상자 |
| ------ | ------------------ | ------ |
| 대상   | 네가 날 볼 수 있게 | 정지찬 |
| 금상   | 그림 지우개        | 김경식 |
| 은상   | 내게 다시          | 신경호 |
| 은상   | 작은 별            | 신현주 |
| 동상   | 늦은 아침          | 이원일 |
| 동상   | 꿈처럼             | 김수지 |
| 동상   | 초록색 정원        | 임용순 |
| 동상   | 잊기 위하여        | 지은영 |

| 수상명 | 곡명                    | 수상자 |
| ------ | ----------------------- | ------ |
| 대상   | 아이처럼                | 김혜능 |
| 금상   | 1996. 2. 29 일기 중에서 | 김세진 |
| 은상   | 그리움색으로 뿌옇게..   | 조성빈 |
| 은상   | 감사해                  | 전영호 |
| 동상   | 혼자 영화를 보던 날     | 김성하 |
| 동상   | 먼곳에 띄우는 노래      | 신병준 |
| 동상   | 푸른 새                 | 이상협 |
| 동상   | 풍경(연주곡)            | 김세운 |
| 장려상 | 우리동네,아침           | 이승한 |
| 장려상 | 먼곳에서                | 강민형 |

| 수상명 | 곡명                      | 수상자              |
| ------ | ------------------------- | ------------------- |
| 대상   | 겨울을 기다리며           | 노경보 (옥수사진관) |
| 금상   | 아버지에게                | 권태용              |
| 은상   | 텅빈 냉장고와 구멍난 양말 | 류휘만              |
| 은상   | 길 위에서                 | 이율구              |
| 동상   | 어른이 된 아이            | 김기현              |
| 동상   | 무진기행                  | 류승원              |
| 동상   | 아직 사랑이 남았어도...   | 이수진              |
| 동상   | 쵸코렛 엘러지             | 윤효상              |
| 장려상 | 나를 찾아                 | 박정원              |
| 장려상 | 이젠                      | 정경석              |

### 제11회~제15회
| 수상명 | 곡명             | 수상자        |
| ------ | ---------------- | ------------- |
| 대상   | 아리랑           | 박정아        |
| 금상   | TELL ME MAMA     | 전지한        |
| 은상   | 시실리           | 박형준        |
| 은상   | 바다             | 김달우        |
| 동상   | 동상언덕 위에서  | 김승재        |
| 동상   | 날개             | 양해중        |
| 동상   | 섬으로 가는 길   | 정만석        |
| 동상   | 모를거야         | 서정진        |
| 장려상 | IMPROVISATION #2 | 김정범 (푸딩) |
| 장려상 | 혼자             | 하상형        |

| 수상명 | 곡명               | 수상자 |
| ------ | ------------------ | ------ |
| 대상   | 그댈 남겨 둘께요   | 임재웅 |
| 금상   | Polymorphism       | 이심온 |
| 은상   | 그대를 사랑 할래요 | 정윤선 |
| 은상   | 그런 사람          | 김정환 |
| 동상   | 동심               | 장명선 |
| 동상   | 그리운 날          | 원재규 |
| 동상   | 세상속의 나        | 신기남 |
| 동상   | 배운대로           | 한형민 |
| 장려상 | 버스를 타고        | 전선구 |
| 장려상 | 마음으로만         | 이종림 |

| 수상명 | 곡명               | 수상자         |
| ------ | ------------------ | -------------- |
| 금상   | 너에게 보낸 내마음 | 서정은         |
| 금상   | I WAIT FOR YOU     | 곽유니         |
| 은상   | 스물셋             | 채호영, 이나라 |
| 은상   | 친구에게           | 김종천         |
| 은상   | 꿈으로 멀어진 그대 | 유승혜         |
| 동상   | 이를테면           | 황경석         |
| 동상   | 바다이고 싶다      | 정보용         |
| 동상   | stay w/ me         | 조윤희         |
| 장려상 | 착각               | 김태연         |
| 장려상 | 내 마음속 풍경     | 장세용         |

| 수상명 | 곡명                        | 수상자                     |
| ------ | --------------------------- | -------------------------- |
| 대상   | 혼자 걷는 길                | 유경옥                     |
| 금상   | 황당                        | 이화 외 6명                |
| 은상   | 가려진 마음                 | 임주연                     |
| 은상   | happy birthday              | 이차형 외 2명              |
| 동상   | 기다림                      | 김정아 (달콤한 소금)       |
| 동상   | rainy morning               | 박경환 (재주소년)          |
| 동상   | 무소유                      | 박혜리 (정원영 밴드, 바드) |
| 동상   | 매미와 기타리스트           | 이상규                     |
| 장려상 | 그냥 좋은 사람으로 남을게요 | 박형규                     |
| 장려상 | 소유와 감각                 | 이미지(외 4명)             |

| 수상명 | 곡명                         | 수상자          |
| ------ | ---------------------------- | --------------- |
| 대상   | 사랑은 했는지                | 허민            |
| 금상   | 나 네게로 간다               | 곽은기 (은휼)   |
| 은상   | 너에게로                     | 정예경          |
| 은상   | 연기                         | 윤형렬          |
| 동상   | Secret                       | 정다운          |
| 동상   | 너의 기억                    | 임헌일 (메이트) |
| 동상   | 가라                         | 이정은          |
| 동상   | 우리 집 정원에 바다가 자란다 | 최유미          |
| 장려상 | 미안해요                     | 김영훈          |
| 장려상 | 님 맞이                      | 윤창서          |

### 제16회~제20회
| 수상명 | 곡명                     | 수상자                                                      |
| ------ | ------------------------ | ----------------------------------------------------------- |
| 대상   | sweet sorrow             | 스윗 소로우                                                 |
| 금상   | 세월은 걸음보다 빠르다   | 파란난장 (장제헌, 빌리어코스티, 이관, 박은주, 유영길, 심정) |
| 은상   | 내게                     | 정준일 (메이트)                                             |
| 은상   | 가을, 내안의 너를 보낸다 | 김지원                                                      |
| 동상   | 민트 하늘의 꿈           | 파니 핑크                                                   |
| 동상   | 이제는 잊지 않기를       | 정연                                                        |
| 동상   | 그리움                   | 최다은                                                      |
| 동상   | 기다리는 나              | 박꽃별                                                      |
| 장려상 | 기차가 지나던 육교       | 해오                                                        |
| 장려상 | 독백                     | 최인영                                                      |

| 수상명          | 곡명                    | 수상자          |
| --------------- | ----------------------- | --------------- |
| 대상            | 마음을 다해 부르면      | 오윤아          |
| 금상            | 시간 속의 흐름          | 최유진          |
| 은상            | 뒤돌아보다              | 노리플라이      |
| 은상            | 자전거                  | 박수석 프로젝트 |
| 동상            | Love Song               | Heavenly        |
| 동상            | 피아노 앞에서 혼자 울다 | 장아름          |
| 동상            | Winter Story            | Winter Garden   |
| 동상            | Her Dream Of Freedom    | 한수민밴드      |
| 장려상          | 잃어버린 이야기         | OP. Violet      |
| 장려상          | 세월은 침묵을 지킨다    | 최한별          |
| 싸이월드 음악상 | Winter Story            | Winter Garden   |

| 수상명          | 곡명               | 수상자         |
| --------------- | ------------------ | -------------- |
| 대상            | 그대가 불러준 노래 | 울음큰새       |
| 금상            | 왜일까             | 정도현         |
| 은상            | 다시               | 권영찬         |
| 은상            | 오늘 같은 밤       | BlueZ          |
| 동상            | 언젠가             | 김은주         |
| 동상            | 벚꽃놀이           | 나현진, 최민규 |
| 장려상          | Sugar              | 김대현         |
| 장려상          | 빛                 | 박소영         |
| 장려상          | 버스메이트         | 추남조합장     |
| 장려상          | 난 아직도          | 하유진         |
| 싸이월드 음악상 | 언젠가             | 김은주         |

| 수상명 | 곡명          | 수상자            |
| ------ | ------------- | ----------------- |
| 대상   | Like A Wonder | 아르페지오        |
| 금상   | 나는          | 홍혜림            |
| 은상   | 봄이오네      | 김영호            |
| 은상   | 기억해 이노래 | Amy               |
| 동상   | 날개          | 안효식, 윤혜경    |
| 동상   | 달빛          | 이월              |
| 장려상 | Valentine     | 김현범, 성낙원    |
| 장려상 | 가누나        | 박세진 (옥상달빛) |
| 장려상 | Greenland     | Beyond the secret |
| 장려상 | 보물섬        | MOOD              |

| 수상명          | 곡명            | 수상자             |
| --------------- | --------------- | ------------------ |
| 대상            | 空(공)          | 둘이서 만드는 노래 |
| 작곡상          | 지난 얘기       | 김태균, 염정업     |
| 작사상          | 오늘은 어떤가요 | 김민지             |
| 연주상          | 믿음            | 김재훈             |
| 가창상          | 너의 기억       | 홍수정, 반광옥     |
| 입상            | SuperHero       | Buffalo package    |
| 입상            | 소년과 소녀     | 이나래             |
| 입상            | 친구에게        | 한성욱             |
| 입상            | 그 시간의 우리  | 주하은             |
| 싸이월드 음악상 | 위태로운 이야기 | 황서윤, 이선영     |

### 제21회~제25회
| 수상명          | 곡명           | 수상자          |
| --------------- | -------------- | --------------- |
| 대상            | 하늘           | 하늘            |
| 작곡상          | 길             | 김선욱          |
| 작사상          | 인생길         | 이경원          |
| 연주상          | 흙에 묻고 웃자 | 새의 전부       |
| 가창상          | 나의 일상      | F#m7            |
| 입상            | 달팽이집       | 정수경          |
| 입상            | 모욕           | 예술의 잔당     |
| 입상            | 마음 속의 노래 | 클라시코 사운즈 |
| 입상            | 니가 좋아      | 조은경          |
| 입상            | I Wish         | 이효원          |
| 싸이월드 음악상 | 하늘           | 하늘            |

| 수상명             | 곡명                      | 수상자                               |
| ------------------ | ------------------------- | ------------------------------------ |
| 대상               | 독백                      | 김거지                               |
| 백남음악상(작곡상) | 추웠던 어느 날을 기억하며 | Recodame                             |
| 작사상             | 그랬거든                  | Zamzam                               |
| 가창상             | 새 날                     | 이지향                               |
| 가창상             | 순리와 마주치다           | 채수현                               |
| 입상               | Run                       | 유근호                               |
| 입상               | 추락                      | 김성윤, 원훈영, 이준, 최지웅, 추명호 |
| 입상               | 너 비우는 날              | Sunny Day Escape                     |
| 입상               | 고래                      | 흔적                                 |
| 입상               | Ever Wonder               | 배영경                               |
| 싸이월드 음악상    | 독백                      | 김거지                               |

| 수상명           | 곡명                      | 수상자     |
| ---------------- | ------------------------- | ---------- |
| 대상             | 얼룩                      | 조강지처   |
| 금상(백남음악상) | 낙엽                      | 안다영     |
| 은상             | 그건 사랑이 아니었음을    | 쥬쥬밴드   |
| 은상             | 잔상                      | 김예나     |
| 동상             | Blue Bird                 | 자매       |
| 동상             | 자전거 바퀴를 따라 달리던 | 봄날의 곰  |
| 장려상           | 오늘도 어김 없이          | 이혁준     |
| 장려상           | 나는 좋아                 | 천서혜밴드 |
| 장려상           | 항상 바쁜 너에게          | 오은비     |
| 장려상           | 소월길                    | 김은태     |
| 싸이월드 음악상  | Blue Bird                 | 자매       |

| 수상명                  | 곡명                   | 수상자        |
| ----------------------- | ---------------------- | ------------- |
| 대상                    | 서울 여자              | 민주          |
| 금상                    | 운다                   | 이설아        |
| 은상                    | 지나가기에 더 아름다운 | 일상다반사    |
| 동상                    | 봄아                   | 홍이삭        |
| 동상                    | 깊은 밤                | 다방(D'AVANT) |
| 동상                    | 부엌                   | 김다수        |
| 장려상                  | 그런 건 없었어         | 유보영 (유하) |
| 장려상                  | 향수                   | 영원          |
| 장려상                  | 내가 야식먹는 이유     | 아몬드        |
| 장려상                  | 그대의 우주            | 이예린        |
| 특별상(유재하 동문회상) | 봄아                   | 홍이삭        |

| 수상명                  | 곡명                   | 수상자         |
| ----------------------- | ---------------------- | -------------- |
| 대상                    | 그때 그 마음으로       | 이신영         |
| 금상                    | 꼬까신                 | 조소정         |
| 은상                    | 그 모습까지 사랑했었고 | 안시온         |
| 동상                    | 한강                   | 백승환         |
| 동상                    | 새                     | 정신혜         |
| 동상                    | 한 여름밤의 꿈         | 익명의 시인들  |
| 장려상                  | 소망                   | 유후           |
| 장려상                  | 그 남자                | Sweet & light  |
| 장려상                  | 오늘 하루              | 조여진, 이나래 |
| 장려상                  | 홀로 걷는 길           | 퍼플커튼       |
| 특별상(유재하 동문회상) | 한강                   | 백승환         |
| CJ특별상(작곡상)        | 그때 그 마음으로       | 이신영         |
| CJ특별상(작곡상)        | 꼬까신                 | 조소정         |

### 제26회 ~
| 대상     | 오아시스             | 공세영               |
| 금상     | 여기요 여기요 여기요 | 최윤희               |
| 은상     | 너와, 우리           | 일진 좋은 날         |
| 동상     | 뚜벅뚜벅             | 임주은               |
| 동상     | 하루가 이래          | 황민재, 박채현       |
| 동상     | 첫 눈도 내렸고       | 뱃사공(수림, 백찬영) |
| 장려상   | 빨래                 | 김정은               |
| 장려상   | 어느 오후            | 한정훈               |
| 장려상   | 마음의 초원          | 박지원, 강철         |
| 장려상   | 그래도 괜찮아        | 구정현               |
| 동문회상 | 오아시스             | 공세영               |
| 작곡상   | 오아시스             | 공세영               |
| 작사상   | 여기요 여기요 여기요 | 최윤희               |

| 대상         | 나무에 걸린 물고기 | 장희원, 윤덕호 |
| 금상         | 목화               | 백두인         |
| 은상         | 작은 순간들        | 박희수         |
| 동상         | 말할 수 있는 비밀  | 조애란         |
| 동상         | 파동               | 박한 세상      |
| 동상         | 위로               | 김민수         |
| 장려상       | 새벽 위로          | 주예빈         |
| 장려상       | 등대               | 장유경         |
| 장려상       | 취해서 그래        | 박소은         |
| 장려상       | 행복확률 100%      | 영진이네       |
| CJ문화재단상 | 나무에 걸린 물고기 | 장희원, 윤덕호 |
| 동문회상     | 작은 순간들        | 박희수         |

| 금상         | 모하            | 이호재 팀            |
| 금상         | Beautiful Night | 김지범               |
| 은상         | 별              | 박수정, 김민지       |
| 동상         | 포옹            | 김수현, 임상현       |
| 동상         | Demo            | 손휘준               |
| 동상         | 알지 못한 채    | 허정혁 (시옷과 바람) |
| 장려상       | 별및 아래에서   | 강단비               |
| 장려상       | 하늘정원        | 권지윤               |
| 장려상       | 기다림          | 김제호               |
| 장려상       | Good Night      | 한나비               |
| 장려상       | 삼청동          | 홍예진               |
| CJ문화재단상 | 모화            | 이호재 팀            |
| 동문회상     | 모화            | 이호재 팀            |

| 대상   | 푸념                | 최유리                     |
| 금상   | 연                  | 더치트랩                   |
| 은상   | 은                  | 김민주 (김훨)              |
| 동상   | 늦여름              | 공예빈                     |
| 동상   | 혼잣말              | 문근영 (해파, 시옷과 바람) |
| 동상   | 기다랗고 둥근 담배  | 신한태                     |
| 장려상 | 소나기              | 김종진                     |
| 장려상 | 밤이 길어서         | 송예림                     |
| 장려상 | 페페                | 쟁반땅콩                   |
| 장려상 | 오늘의 나           | 킨츠크로이                 |
| 장려상 | 너를 바래다 주는 길 | 메룬즈                     |

## 같이 보기
- 유재하
- 한양대학교
- 싸이월드